# Ossiculum
Genre
Ossiculum est un genre de plantes de la famille des Orchidaceae. Certaines classifications le considère comme un synonyme de Calyptrochilum.

## Liste d'espèces
Selon BioLib (27 juillet 2017) :
- Ossiculum aurantiacum P.J.Cribb & Laan

Selon Catalogue of Life (27 juillet 2017) :
- Ossiculum aurantiacum P.J.Cribb & Laan

Selon World Checklist of Selected Plant Families (WCSP) (27 juillet 2017) :
- Ossiculum aurantiacum P.J.Cribb & Laan (1986)

Selon The Plant List (27 juillet 2017) :
- Ossiculum aurantiacum P.J.Cribb & Laan

Selon Tropicos (27 juillet 2017) :
- Ossiculum aurantiacum P.J. Cribb & Laan